# Meloe baudii
Meloe baudii là một loài bọ cánh cứng trong họ Meloidae. Loài này được Leoni miêu tả khoa học năm 1907.